# Out of Control (chanson de U2)
Pistes de Boy
Into the Heart
(4) Stories for Boys
(6)
Out of Control (littéralement : « hors de contrôle ») est une chanson du groupe de rock irlandais U2, apparaissant sur leur EP Three (1979) puis incluse dans leur premier album Boy en 1980.
La chanson a été écrite par Bono le jour de ses 18 ans et parle selon lui de quand « tu te rends compte [...] que les deux décisions les plus importantes de ta vie ne t'appartiennent pas - naître et mourir. »,.
La chanson a été produite par Chas de Whalley et U2 (sur Three), puis Steve Lillywhite (sur Boy)
Le titre est également présent sur la compilation Irish A-Z Of Rock.